# Stille Reserven
Stille Reserven (auch: stille Rücklagen oder Bewertungsreserven) sind im Rechnungswesen die nicht aus der Bilanz ersichtlichen Bestandteile des Eigenkapitals. Sie können sowohl durch eine Unterbewertung von Vermögen als auch durch eine Überbewertung von Schulden entstehen.
Gegenbegriff zu stillen Reserven sind stille Lasten. Von stillen Reserven zu unterscheiden sind offene Rücklagen.

## Allgemeines
Während der Plural Stille Reserven bzw. Stille Lasten meist den Saldo aller Über- und Unterbewertungen in einer Bilanz bezeichnet, gibt es auch den Singular, der die stille Reserve, Bewertungsreserve bzw. stille Last in einer Bewertungseinheit, also einem einzeln angesetzten Vermögensgegenstand oder einer Verbindlichkeit, bezeichnet.
Stille Reserven sind die positive Differenz zwischen dem Marktwert und dem Buchwert einer Bilanzposition. Sie verringern den zu versteuernden Gewinn und dienen der langfristigen Sicherung des Unternehmens, weil sie bei einer Unternehmenskrise durch Gewinnrealisierung offengelegt und verwendet werden können.
Nicht alle betrieblichen Vorgänge schlagen sich für den außen stehenden Betrachter (Finanzanalyst, Gläubiger, Aktionär/Gesellschafter, Wettbewerber, Lieferant, Kreditinstitute, Finanzamt) im veröffentlichten Jahresabschluss eines Unternehmens nieder. Hierzu gehören die stillen Reserven als einer der bedeutsamsten nicht bilanzwirksamen Bereiche. Ihre Entstehung ist regelmäßig auf Bewertungs- und/oder Bilanzansatzfragen zurückzuführen. Werden Vermögensgegenstände im Vergleich zu ihrem wirklichen Wert für Zwecke der Bilanzierung niedriger bewertet oder Schuldposten entsprechend höher bewertet, so handelt es sich um eine Unterbewertung von Aktiva bzw. eine Überbewertung von Passiva (Bewertung). Wenn bilanzierungsfähige Vermögensgegenstände bei einem Aktivierungswahlrecht nicht gezeigt bzw. fiktive Schuldposten unerlaubt in die Bilanz eingestellt werden, handelt es sich um Fragen des Bilanzansatzes.

## Deutschland

### Entstehung
Bilanzierte Vermögensgegenstände können ihren Wert im Zeitablauf gegenüber ihren Anschaffungs-/Herstellungskosten verändern. Dann stellt sich die Frage, ob und inwieweit diese Wertveränderungen bilanziell umgesetzt werden sollen. Zentrale Bewertungsvorschrift hierfür ist § 253 HGB, in der das Niederstwertprinzip kodifiziert ist. Dieses Bewertungsprinzip ist wiederum Kern für die Entstehung von stillen Reserven.
Stille Reserven können entstehen durch
- Unterbewertung von Aktiva im Anlage- und Umlaufvermögen: Die Legaldefinition der Herstellungskosten in § 255 Abs. 2 HGB gewährt gewisse Bewertungsspielräume, weil ein „angemessener Teil“ der Material- und Fertigungsgemeinkosten sowie der Verwaltungskosten und betrieblichen Altersversorgung in die Berechnung einbezogen werden darf. Geschieht dies nicht, führt dies automatisch zu einem geringeren Gewinnausweis oder höheren Verlustausweis.
- Überbewertung von Passiva: Werden ungewisse Verbindlichkeiten in den Rückstellungen höher ausgewiesen als sich später erweist, so wird hierdurch die Ertragslage ungünstiger dargestellt. Typisches Beispiel sind Prozessrückstellungen, weil ungewiss sein kann, ob ein Prozess verloren wird und in welcher Höhe dann ein Schadensersatz zu leisten ist.
- Nichtaktivierung von aktivierungsfähigen Vermögensgegenständen: Aus Gründen der Ökonomie gestattet der Gesetzgeber, geringwertige Wirtschaftsgüter lediglich mit einem Erinnerungswert zu aktivieren (§ 6 Abs. 2 EStG), sodass in Höhe ihrer wirklichen Anschaffungs- oder Herstellungskosten stille Reserven entstehen.

Bis auf den nicht statthaften Ansatz fiktiver Passiva sind alle übrigen Entstehungsursachen handels- und steuerrechtlich in Deutschland ausdrücklich erlaubt, teilweise jedoch gesetzlich eingeschränkt. Die gesetzlichen Ermessensspielräume bei der Bewertung des Vermögens und der Schulden bilden erst die Grundlage für die Entstehung stiller Reserven, weil die tatsächliche Wertentwicklung am Bilanzstichtag für die handelsrechtliche Bewertung nicht immer maßgebend ist.
Unterbewertung bedeutet bei Vermögensgegenständen, dass nach dem Niederstwertprinzip die Anschaffungs-/Herstellungskosten heranzuziehen sind oder ein niedrigerer Wert am Bilanzstichtag. Überbewertung bei Schulden bedeutet, dass insbesondere bei ungewissen Posten wie Abschreibungen, Rückstellungen und Wertberichtigungen im Zweifel ein höherer Wert angenommen werden darf.

### Arten
Die Bildung stiller Reserven durch Entscheidungen im Unternehmen geschieht
- zwangsläufig, insbesondere durch Preisschwankungen oder Geldwertveränderungen durch Inflation/Deflation, die aufgrund der gesetzlichen Vorschriften nicht berücksichtigt werden dürfen, weil in Deutschland steuerlich das Nominalwertprinzip gilt (Zwangsreserven);
- durch Ausnutzung von ausdrücklichen Ermessensspielräumen in Bewertungsvorschriften (Ermessensreserven);
- aufgrund von Schätzungsfehlern, insbesondere bei Abschreibungen, Wertberichtigungen oder Rückstellungen (Schätzungsreserven);
- aufgrund willkürlicher Bildung, bei welcher der gesetzlich zugestandene Ermessensspielraum der „vernünftigen kaufmännischen Beurteilung“ verlassen wird (Willkürreserven).

Stille Zwangsreserven (so genannte gesetzliche stille Reserven) entstehen durch die Anwendung und Einhaltung gesetzlicher Bilanzierungs- und Bewertungsvorschriften. Die Anschaffungs- oder Herstellungskosten bilden die Obergrenze der Bewertung von Vermögensgegenständen (§ 253 Abs. 1 HGB). Liegen die Wiederbeschaffungskosten höher als diese Anschaffungs- oder Herstellungskosten, dürfen diese höheren Werte nicht angesetzt werden. Das strenge Niederstwertprinzip beim Umlaufvermögen und das gemilderte Niederstwertprinzip beim Anlagevermögen zwingen die Unternehmen, niedrigere Wertansätze für ihre Vermögensposten zu wählen: beim strengen Niederstwertprinzip ausnahmslos, beim gemilderten nur, wenn die Wertminderung eine dauerhafte sein sollte.
Stille Ermessensreserven entstehen durch den dem bilanzierenden Unternehmen gesetzlich eingeräumten Ermessensspielraum, unterschiedliche Wertansätze aufgrund von Bilanzierungs- und Bewertungswahlrechten ausnutzen zu dürfen. Dazu gehören das Aktivierungswahlrecht für derivative immaterielle Vermögensgegenstände, die – teilweise eingeschränkte – Wahl der Abschreibungsmethoden, die Berechnung der Herstellungskosten, das Beibehaltungswahlrecht für einen niedrigeren Wertansatz oder die Bewertung von Vermögensgegenständen an der erlaubten Bewertungsuntergrenze. Werden Aktivierungswahlrechte nicht ausgeübt, entstehen stille Reserven, weil das tatsächliche Vermögen höher ist als die Bilanz zeigt.
Stille Schätzungsreserven entstehen durch die unvollkommene Voraussicht bei der Berücksichtigung zukünftiger Einflüsse auf die Wertansätze (insbesondere die irrtümlich zu kurz geschätzte Nutzungsdauer bei der Bemessung von Abschreibungen oder die irrtümliche Unterbewertung zweifelhafter Forderungen). Durch die zu kurze Schätzung der Nutzungsdauer von Vermögensgegenständen werden die – auf die Nutzungsdauer berechneten – Abschreibungsbeträge zu hoch bemessen und damit die Gegenstände unterbewertet; Rückstellungen oder Wertberichtigungen werden zu hoch geschätzt und deshalb überbewertet.
Stille Willkürreserven entstehen durch absichtliches Überschreiten der handelsrechtlich eingeräumten Ermessensspielräume (etwa die willkürliche Überbewertung von Rückstellungen), die unerlaubte Nichtaktivierung aktivierungspflichtiger Vermögensgegenstände, die nicht statthafte Passivierung fiktiver Schulden oder die gesetzlich sanktionierte ergänzende Unterbewertung (§ 253 Abs. 4 HGB).

### Auflösung
Entstandene stille Reserven bleiben meist nicht dauerhaft bestehen, sondern werden durch verschiedene Anlässe, Einflussgrößen und Ursachen wieder aufgelöst. Ausnahmsweise dauerhaft bestehen bleibende stille Reserven liegen in Grundstücken oder Beteiligungen, die nicht veräußert werden. Hier kommt es ausnahmsweise zur Aufdeckung stiller Reserven durch Sale-and-lease back-Transaktionen beim materiellen und immateriellen Anlagevermögen. Die Auflösung erfolgt ansonsten entweder automatisch durch den betrieblichen Umsatzprozess (bei Veräußerung unterbewerteter Vermögensgegenstände oder durch Zeitablauf bei Nutzung abgeschriebener Vermögensgegenstände), durch die bewusste Auflösung von überbewerteten Passivposten und die zulässige Höherbewertung unterbewerteter Aktivposten oder den Übergang zu normaler Bewertung.
Im Fall der Steuerentstrickung werden stille Reserven aufgedeckt und ertragsteuerlich erfasst. Mit Beschluss vom 28. November 2023 entschied das Bundesverfassungsgericht nach insgesamt 10-jähriger gerichtlicher Verfahrensdauer, dass eine Übertragung von Wirtschaftsgütern zwischen beteiligungsidentischen Personengesellschaften nicht zu einem steuerlichen Entstrickungsvorgang führt.

## Folgen
Folge der Bildung stiller Reserven ist, dass der Gewinn bzw. das Eigenkapital geringer oder Verluste höher erscheinen als es der Wirklichkeit am Bilanzstichtag entspricht. Die Beeinflussung des Gewinns durch stille Reserven wirkt sich auf die Dividendenpolitik aus und entfaltet deshalb auch Rückwirkungen auf den Jahresabschluss. Der ausgewiesene Gewinn ist als Kennzahl problematisch, denn für den Aktionär und andere Außenstehende ist nicht zu erkennen, ob und inwieweit der Jahresüberschuss in dieser Höhe tatsächlich erzielt wurde oder als manipulierte Größe durch Bildung bzw. Auflösung stiller Rücklagen einzustufen ist. Übermäßige Bildung stiller Reserven verstößt gegen die Prinzipien der Bilanzwahrheit und Bilanzklarheit, während zulässige stille Reserven dem kaufmännischen Vorsichtsprinzip und dem im Handelsrecht verankerten Gläubigerschutz entsprechen.
Bis auf die geschilderten Ausnahmen handelt es sich um eine temporäre Gewinnverschiebung, weil mit der Auflösung dieser Reserven eine endgültige Gewinnrealisierung erfolgt; mitunter werden durch die bewusste Auflösung vorhandene operative Verluste gedeckt und nicht ausgewiesen.

## Wertaufholungsgebote mindern stille Reserven
Die ersatzlose Abschaffung der §§ 154, 155 AktG im Mai 2009 zeigt, wie durch Änderung der Gesetze auch der unternehmerische Spielraum für stille Reserven verändert werden kann. Im Rahmen des Bilanzrechtsmodernisierungsgesetzes (BilMoG) wurde ein den Aktiengesellschaften eingeräumtes Beibehaltungswahlrecht gestrichen. Seither ist es nicht mehr möglich, den aus außerplanmäßigen Abschreibungen oder Wertberichtigungen bei Gegenständen des Anlage- (§ 154 Abs. 2 Satz 2 AktG a. F.) und Umlaufvermögens (§ 155 Abs. 4 AktG a. F.) resultierenden niedrigeren Wertansatz auch dann beizubehalten, wenn die Gründe der außerplanmäßigen Abschreibung oder Wertberichtigung nicht mehr bestehen. In § 253 Abs. 5 HGB ist nunmehr ein Wertaufholungsgebot enthalten, wobei jedoch durch Bildung einer Wertaufholungsrücklage die Ausschüttung von Zuschreibungsgewinnen durch eine Ausschüttungssperre verhindert wird (§ 58 Abs. 2a AktG). Dadurch sind die Möglichkeiten, stille Reserven zu bilden oder beizubehalten, eingeschränkt worden.
Dieses Gebot der Heraufsetzung von Bilanzwerten gegenüber dem Bilanzansatz des Vorjahrs bei Fortfall des Grundes für eine frühere Abschreibung ist rechtsformunabhängig und gilt somit für Einzelkaufleute, Personengesellschaften, Kapitalgesellschaften und Genossenschaften. Durch die Neufassung des § 253 Abs. 5 HGB und Wegfall des § 280 HGB wurde das bereits für Kapitalgesellschaften bestehende Wertaufholungsgebot auf alle Rechtsformen ausgedehnt und die ungleiche Behandlung einzelner Rechtsformen aufgehoben. Von der Verpflichtung der Wertaufholung ausgenommen bleibt einzig der Geschäfts- oder Firmenwert (§ 253 Abs. 5 Satz 2 HGB); hier besteht weiterhin ein Wertaufholungsverbot.

## Mittel der Bilanzpolitik
Grund für die Diskrepanz zwischen tatsächlichem und ausgewiesenem Erfolg ist in erster Linie die Bildung und Auflösung stiller Reserven. Vorhandene stille Reserven stehen als Ausgleichsmöglichkeit bei wirtschaftlichen Schwankungen zur Verfügung, um operative Verluste durch Auflösung ganz oder teilweise auszugleichen. Sie tragen deshalb zu einer kontinuierlicheren wirtschaftlichen Entwicklung von Unternehmen bei und unterstützen die Politik der Dividendenkontinuität. Bei guter Ertragslage werden sie gebildet, ihre Auflösung schont bei Verlusten die offenen Rücklagen, die ansonsten für die Verlustabdeckung vorgesehen sind. Durch Realisierung stiller Reserven können Gewinne entstehen, die zur Erhöhung der offenen Rücklagen und damit zur Selbstfinanzierung beitragen oder einen Verlustausweis verhindern. Mit stillen Reserven kann schließlich auch ein Steuerstundungseffekt verbunden sein, wenn ihre Bildung bei höherem Steuerniveau erfolgt als ihre Auflösung (endgültige Steuerersparnis).

## International

### IFRS
Die IFRS-Rechnungslegung erfüllt ausschließlich eine Informationsfunktion. Gläubigerschutz bzw. vorsichtige Zahlungsbemessung sind keine Ziele der IFRS-Rechnungslegung. Die Informationsfunktion kann nur erfüllt werden, wenn die wirtschaftliche Lage des berichtenden Unternehmens möglichst ohne Verzerrungen abgebildet wird. Aus diesem Grund ist die bewusste Legung stiller Reserven ausdrücklich untersagt. Dennoch erzwingen oder ermöglichen viele Einzelvorschriften der IFRS die Legung stiller Reserven. Beispiele sind das dem deutschen Niederstwertprinzip weitgehend entsprechende Niederstwertprinzip bei der Vorratsbewertung (IAS 2) oder die Bewertungsvorschriften in IAS 16, IAS 38, IAS 39 und IAS 40, die für große Teile des Anlagevermögens eine Bilanzierung zu historischen Kosten ermöglichen (als Alternative zur Fair-Value-Bilanzierung) bzw. in einigen Fällen auch erzwingen. Auch IFRS-Bilanzen weisen somit stille Reserven auf, wobei der Umfang i. d. R. geringer sein dürfte als in HGB-Bilanzen. Die nach IFRS/IAS vorhandenen stillen Reserven sind größtenteils aus der Beachtung des Anschaffungskostenprinzips resultierende stille Zwangsreserven.

### Schweiz
In der Schweiz sind alle Arten von Stillen Reserven rechtskonform und üblich. Die meisten Schweizer Revisionsgesellschaften betrachten die Stillen Reserven in jeder Form als wichtig für die Bilanzpolitik privater Aktiengesellschaften, insbesondere um die steuerliche Belastung niedrig zu halten.
Für börsennotierte Unternehmen besteht die Pflicht, mindestens nach den Fachempfehlungen zur Rechnungslegung zu bilanzieren. Diese Standards lassen zwar weiterhin die Bildung von stillen Reserven zu, schreiben aber vor, deren Nettoauflösung im Anhang offenzulegen. Für die Kotierung am Haupttableau der Swiss Exchange ist jedoch eine Rechnungslegung nach IAS/IFRS oder US-GAAP Pflicht, womit in solchen Unternehmen keine Stillen Absichtsreserven mehr gebildet werden dürfen.
Vor der Revision der Zulassungsbestimmungen zur Swiss Exchange war es in Schweizer Aktiengesellschaften gang und gäbe, beispielsweise sämtliche Immobilien auf 1 CHF abzuschreiben. Dadurch wurden in solchen Unternehmen zum Teil Millionenbeträge den Aktionären verschwiegen. Diese Praxis ist heute nur noch in nicht kotierten Aktiengesellschaften zulässig.

### USA
Im angelsächsischen Raum sind die stillen Reserven weitgehend unbekannt; in US-Unternehmen besteht sogar eher die Tendenz, zu hohe Gewinne auszuweisen. Die beträchtlichen Unterschiede hinsichtlich des Umfangs stiller Reserven in HGB-Bilanzen und US-GAAP-Bilanzen zeigte die Notierung der Aktien der Daimler AG an der NYSE mit der damit einhergehenden Pflicht, nach US-GAAP zu bilanzieren. Dort betrug das Eigenkapital plötzlich 40 % mehr als nach HGB.